# Poecilopsyra octoseriata
Poecilopsyra octoseriata är en insektsart som först beskrevs av Wilhem de Haan 1842.  Poecilopsyra octoseriata ingår i släktet Poecilopsyra och familjen vårtbitare. Inga underarter finns listade i Catalogue of Life.